# لایپتسیگ (منطقه)
لایپتسیگ (به آلمانی: Regierungsbezirk Leipzig) یک رگیرونگسبتسیرک در آلمان است که در زاکسن واقع شده‌است. لایپتسیگ  ۹۹۶٬۵۱۶ نفر جمعیت دارد.